# 1597 год в науке
В 1597 году произошли различные научные и технологические события, некоторые из которых представлены ниже.

## События
- Питер Кейзер совместно с Фредериком де Хаутманом составил звёздную карту неба Южного полушария, на которую нанёс 12 новых созвездий.
- Джон Джерард опубликовал в Лондоне научную работу The Herball or Generall Historie of Plantes[1].
- Андреас Либавий написал первый систематический учебник химии Алхимия (Alchemia)

## Родились
- 13 апреля — Джованни Баттиста Годиерна (ум. 1660), итальянский астроном.

## Скончались
- 6 февраля — Франческо Патрици (род. 1529), итальянский философ.
- 20 июня — Виллем Баренц (род. 1550), голландский мореплаватель и исследователь.